# Xylobium buchtienianum
Xylobium buchtienianum är en orkidéart som beskrevs av Friedrich Fritz Wilhelm Ludwig Kraenzlin. Xylobium buchtienianum ingår i släktet Xylobium och familjen orkidéer.
Artens utbredningsområde är Bolivia. Inga underarter finns listade i Catalogue of Life.